# Francisco Antônio Pessoa de Barros
Francisco Antônio Pessoa de Barros (Bahía, 26 de enero de 1833 - Río de Janeiro, 13 de marzo de 1896) fue un abogado, escritor y político brasileño. Fue el primer presidente del Consejo de Intendencia Municipal de la Capital Federal, creada con la proclamación de la república en 1889.
Nació en Bahía, el 26 de enero de 1833, hijo de Antônio de Barros Itaparica. Se educó en Ciencias Sociales y Jurídicas y se graduó en 1856 en la facultad de derecho de Recife. En la década de 1860, fue director de la Sociedad Auxiliadora de la Industria Nacional y de la Hacienda de la provincia de Río de Janeiro.
Era un republicano histórico, habiendo sido el primer presidente del Consejo de Intendencia Municipal de la Capital Federal luego de la proclamación de la República, ejerciendo la función de alcalde entre 1889 y 1890. En diciembre de 1889 tomó posesión del cargo de Intendente de Justicia, exonerándose del mismo el 26 de febrero de 1890.
Luego pasó a ejercer la abogacía en Río de Janeiro. Falleció el 13 de marzo de 1896.

## Producción literaria
Escribió Poesias Americanas (1862) y la obra Bárbara de Alvarenga ou Os Inconfidentes (1877), que le dio papes protagónicos a la pareja de inconfidentes Bárbara Heliodora Guilhermina da Silveira e Inácio José de Alvarenga Peixoto. Aun siendo una obra de ficción, el Jornal Comemorativo del 21 de abril de 1882, del Club Tiradentes, cita la obra como de carácter histórico.